# Як несли стіл
«Як несли стіл» (рос. «Как несли стол») — анімаційний фільм 1979 року Творчого об'єднання художньої мультиплікації студії Київнаукфільм, режисер — Цезар Оршанський.

## Сюжет
За дитячим віршем Бориса Заходера. Ніхто з тварин не хотів нести до школи новий стіл, аж поки це не зробили працьовиті Мурашки...

## Над мультфільмом працювали
- Автор сценарію і режисер: Цезар Оршанський
- Художник-постановник: Марія Черкаська
- Композитор: Л. Маркелов
- Оператор: Олександр Мухін
- Звукооператор: Ізраїль Мойжес
- Мультиплікатори: Олександр Татарський, Ігор Ковальов
- Асистенти: Л. Врублевська, Е. Рябініна, С. Максимович
- Монтажер: С. Васильєва
- Ролі озвучила: Клара Рум'янова
- Редактор: Л. Пригода
- Директор картини: Іван Мазепа